# Poolbillard-Europameisterschaft 1988
Die Poolbillard-Europameisterschaft 1988 war ein vom europäischen Poolbillardverband EPBF in der schwedischen Hauptstadt Stockholm ausgetragenes Poolbillardturnier. Nach 1982 war es die zweite EM in Schweden.
Ausgespielt wurden die Disziplinen 8-Ball, 9-Ball und 14/1 endlos. Zudem wurden bei den Herren die Europameister der Mannschaften ermittelt.
Die Schweden Per Anda, Mikael Hallgren und Tom Storm wurden bei den Herren Europameister. Storm konnte somit seinen Titel aus dem Vorjahr erfolgreich verteidigen. Bernd Hoffmann und Thomas Engert gewannen jeweils einmal die Silbermedaille, Oliver Ortmann gewann Bronze. Die deutsche Mannschaft bestehend aus Thomas Engert, Oliver Ortmann, Edgar Nickel und Ralf Souquet wurde Europameister.
Bei den Damen wurde die Titelverteidigerin Louise Furberg im Finale gegen Sylvia Buschhüter Europameisterin im 14/1 endlos.
Klara Lensing wurde 8-Ball-Europameisterin, Franziska Stark wurde 9-Ball-Europameisterin.
Die Schweizerinnen Virena Kadler und Jaqueline von Kanel erreichten jeweils einmal den dritten Platz.

## Medaillengewinner
| Disziplin            | Gold            | Silber             | Bronze              |
| -------------------- | --------------- | ------------------ | ------------------- |
| Herren – 14/1 endlos | Per Anda        | Bernd Hoffmann     | Oliver Ortmann      |
| Herren – 14/1 endlos | Per Anda        | Bernd Hoffmann     | Albert Schwarz      |
| Herren – 8-Ball      | Mikael Hallgren | Thomas Engert      | Maurizio Paschini   |
| Herren – 8-Ball      | Mikael Hallgren | Thomas Engert      | Ulf Hjalmvall       |
| Herren – 9-Ball      | Tom Storm       | Christer Lofstrand | Keith Brewer        |
| Herren – 9-Ball      | Tom Storm       | Christer Lofstrand | Jurgen Karlsson     |
| Herren-Mannschaft    | Deutschland     | Schweden           | Norwegen            |
| Herren-Mannschaft    | Deutschland     | Schweden           | Österreich          |
| Damen – 14/1 endlos  | Louise Furberg  | Sylvia Buschhüter  | Marie Thorné        |
| Damen – 14/1 endlos  | Louise Furberg  | Sylvia Buschhüter  | Virena Kadler       |
| Damen – 8-Ball       | Klara Lensing   | Anette Aronsson    | Jaqueline von Kanel |
| Damen – 8-Ball       | Klara Lensing   | Anette Aronsson    | Christina Lilja     |
| Damen – 9-Ball       | Franziska Stark | Helena Thornfeldt  | Heide Andersson     |
| Damen – 9-Ball       | Franziska Stark | Helena Thornfeldt  | K. Winter           |